# End of Silence
End of Silence è il primo album in studio del gruppo musicale statunitense Red, pubblicato il 6 giugno 2006 dalla Essential Records.

## Descrizione
Il disco presenta undici brani ed è stato nominato nella categoria "Best Rock or Rap Gospel Album" in occasione dei Grammy Awards 2007.
Il primo singolo estratto è Breathe into Me, che raggiunge la posizione numero 15 nella Mainstream Rock Airplay e viene premiato come "Rock Recorded Song of the Year" alla 38ª edizione dei GMA Dove Awards, singolo cui seguono Let Go e Already Over.

## Tracce

### Edizione standard
1. Intro (End of Silence) – 0:58
2. Breathe into Me – 3:34
3. Let Go – 5:15
4. Already Over – 4:24
5. Lost – 5:15
6. Pieces – 5:58
7. Break Me Down – 4:14
8. Wasting Time – 3:21
9. Gave It All Away – 3:13
10. Hide/Outro (Beginning of Silence) – 5:28
11. Already Over Pt. 2 – 5:11

### 10th anniversary Edition
1. Intro (End of Silence) (2016 Remastered) – 0:58
2. Breathe into Me – 3:34
3. Let Go – 5:15
4. Already Over (2016 Remastered) – 4:23
5. Lost (2016 Remastered) – 5:17
6. Pieces (2016 Remastered) – 5:59
7. Break Me Down (2016 Remastered) – 4:15
8. Wasting Time (2016 Remastered) – 3:22
9. Gave It All Away (2016 Remastered) – 3:14
10. Hide (2016 Remastered) – 5:29
11. Already Over Pt. 2 – 5:13
12. Breathe into Me (Remix Acoustic) (2016 Remastered) – 3:55
13. Already Over (Acoustic Version) – 4:01
14. Lost (Acoustic Version) – 4:30
15. Hide (Acoustic Version) – 4:09
16. If I Break (4:40)
17. Circles (Working Demo - Instrumental) – 7:05

## Formazione
- Michael Burns – voce
- Anthony Armstrong – chitarra
- Randy Armstrong – basso, pianoforte
- Jasen Rauch – chitarra
- Hayden Lumb – batteria